# Табен-Родт
Табен-Родт (нем. Taben-Rodt) — община в Германии, в земле Рейнланд-Пфальц. 
Входит в состав района Трир-Саарбург. Подчиняется управлению Саарбург.  Население составляет 872 человека (на 31 декабря 2010 года). Занимает площадь 16,16 км².